# Хосровшахи, Дара
Дара Хосровшахи (перс. دارا خسروشاهی‎; англ. Dara Khosrowshahi, Тегеран, Иран) — ирано-американский бизнесмен, главный исполнительный директор Uber. До назначения в Uber работал на аналогичной должности в Expedia Group.

## Ранняя жизнь
Хосровшахи родился в 1969 году в богатой иранской мусульманской семье и вырос в семейном особняке на семейном участке. Он младший из трёх детей. Его семья основала инвестиционную компанию Alborz, диверсифицированный конгломерат, занимающийся фармацевтическими препаратами, химическими веществами, продуктами питания, дистрибуцией, упаковкой и торговлей.
Отец Дары был успешным бизнесменом и предпринимателем, основавшим многие крупнейшие компании и заводы Ирана. Он изучал экономику и право в Тегеранском университете и позже стал видным инвестором. Он сыграл влиятельную роль в росте и развитии иранской промышленности, и многие успешные иранские предприятия в то время находились под его руководством. Среди известных компаний, находящихся под контролем этой семьи, — Minoo Industrial Group, Tolipress и Toldar Daro.
В 1978 году, незадолго до иранской революции, его семья могла стать мишенью из-за своего богатства, мать Хосровшахи решила бросить всё и бежать из страны. Позднее их компания была национализирована. Его семья сначала бежала на юг Франции. Они планировали вернуться в Иран в случае неудачи революции, но этого не произошло. В конце концов они иммигрировали в Соединённые Штаты, переехав к одному из дядей Хосровшахи в Тарритаун, штат Нью-Йорк. В 1982 году, когда ему было 13 лет, его отец уехал в Иран, чтобы заботиться о деде. Ему не разрешалось покидать Иран в течение 6 лет, поэтому Хосровшахи провёл подростковые годы, не видя своего отца.
В 1987 году он окончил школу Хакли. В 1991 году Хосровшахи получил степень бакалавра электротехники в университете Брауна.

## Карьера
В 1991 году Хосровшахи присоединился к инвестиционному банку Allen & Company в качестве аналитика. В 1998 году он ушёл из него, чтобы работать на одного из своих бывших клиентов Барри Диллера, сначала в компании USA Network, где он занимал должности старшего вице-президента по стратегическому планированию, а затем президента. Позже Хосровшахи стал работать в качестве финансового директора InterActiveCorp (IAC).

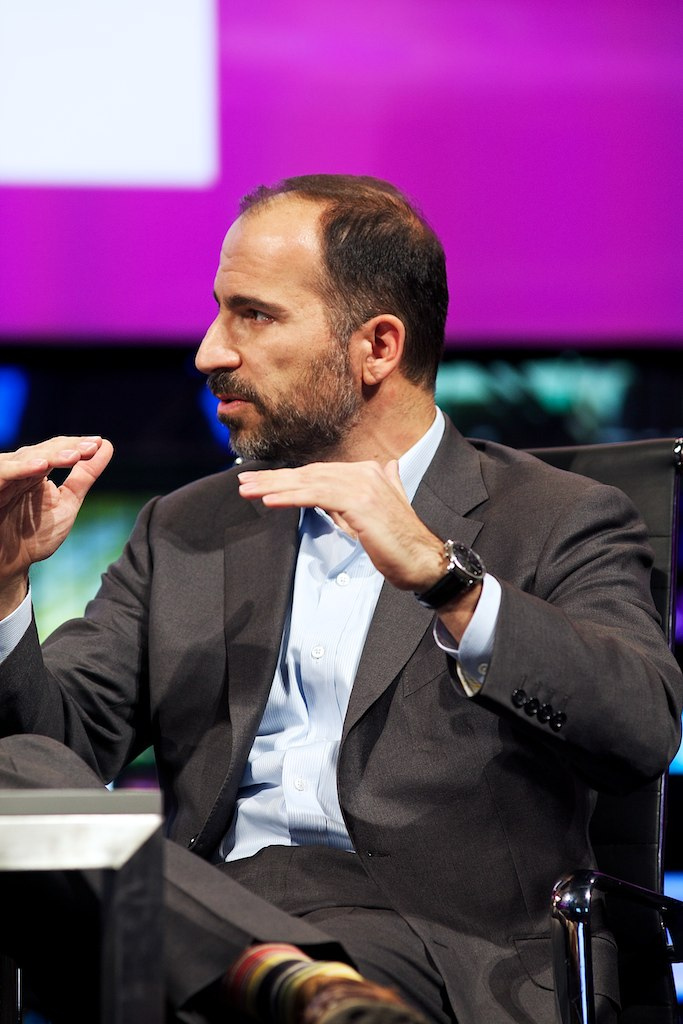
Хосровшахи в 2012 году

В 2001 году IAC приобрела Expedia. В августе 2005 года Хосровшахи стал генеральным директором Expedia. В июне 2013 года он получил награду «Предприниматель года северо-западного тихоокеанского региона» от Ernst & Young. В 2016 году он стал одним из самых высокооплачиваемых генеральных директоров в США. За время его пребывания на данном посту в Expedia «валовая стоимость её отелей и других туристических бронирований увеличилась более чем в четыре раза». При Хосровшахи Expedia расширила своё присутствие более чем в 60 странах и приобрела Travelocity, Orbitz и HomeAway.
В августе 2017 года Хосровшахи стал генеральным директором Uber, сменив основателя Трэвиса Каланика. Дара лишился опционов на акции Expedia, которые тогда стоили 184 миллиона долларов, но, как сообщается, Uber заплатила ему более 200 миллионов долларов за то, чтобы он занял должность генерального директора.

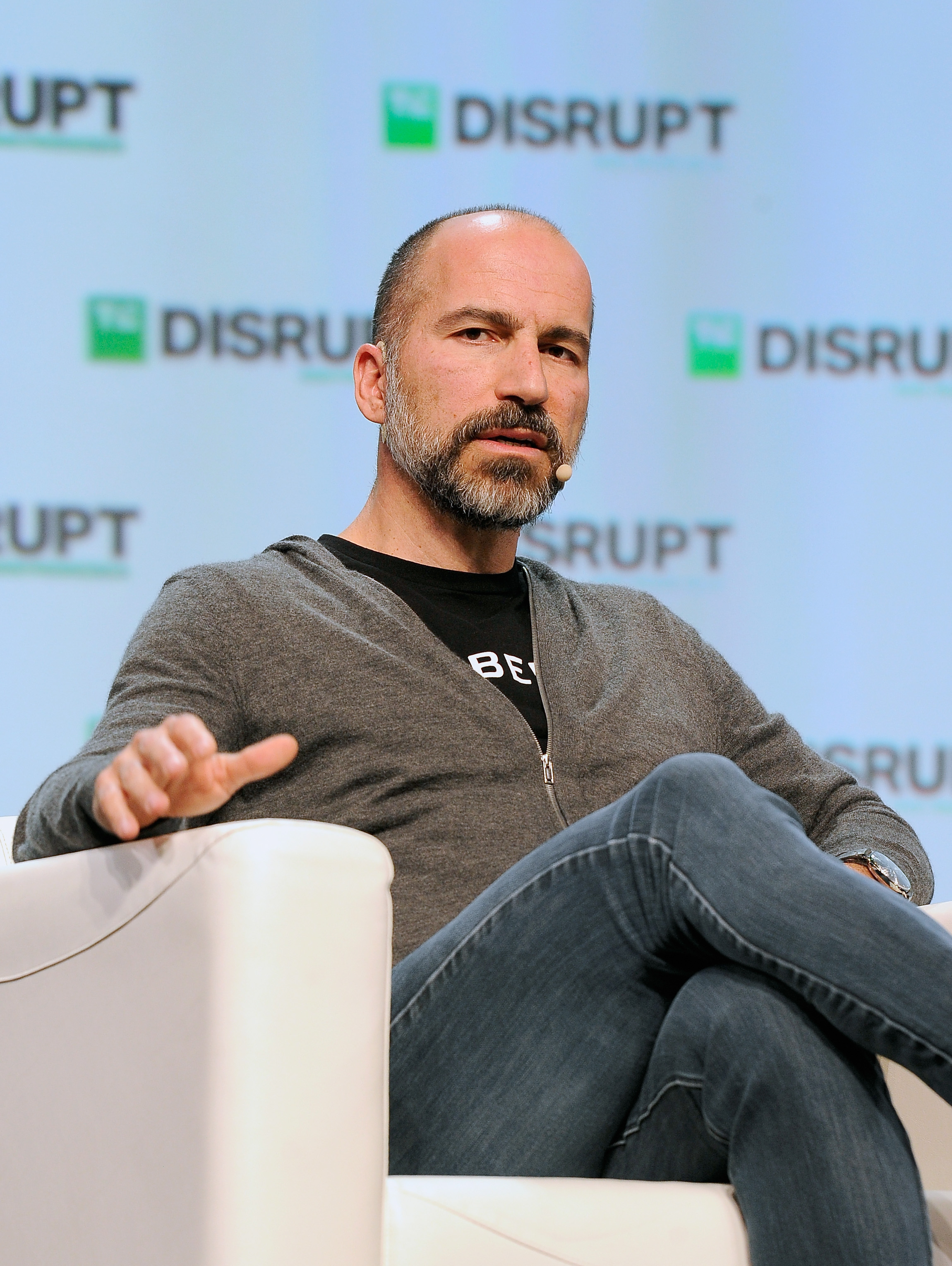
Хосровшахи в 2018 году

Главной задачей Хосровшахи было улучшить имидж компании, которая стала одной из самых презираемых в стране, отчасти из-за разоблачений корпоративной культуры Uber. Во всех своих публичных выступлениях после прихода к власти Хосровшахи подчеркивал: «Мы поступаем правильно. Точка». Хосровшахи входит в список «Выдающихся американцев иранского происхождения», опубликованный Виртуальным посольством США в Иране.

## Политические взгляды
Хосровшахи открыто критиковал иммиграционную политику Дональда Трампа. В 2016 году Дара сделал пожертвования в Фонд Хиллари Виктори, сенатору-демократу от Вашингтона Патти Мюррей, Национальному комитету демократов и сенатору-республиканцу от штата Юта Майку Ли, стороннику либертарианства.
В ноябре 2019 года Хосровшахи в интервью Axios на канале HBO сравнил убийство Джамаля Хашогги со смертью Элейн Херцберг, сбитой беспилотным автомобилем Uber. Он назвал их обоих «ошибками», которых можно «простить». Правительство Саудовской Аравии является инвестором Uber и имеет представительство в совете директоров.

## Личная жизнь
У Хосровшахи два ребёнка от первого брака: сын Алекс и дочь Хлоя. 12 декабря 2012 года он женился на Сидни Шапиро, бывшей воспитательнице детсада и актрисе. У пары есть сыновья-близнецы, Хейс Эпик и Хьюго Губрит.
Его троюродный брат Хасан Хосровшахи также бежал из Ирана из-за иранской революции и теперь является миллиардером. Его двоюродный брат Амир стал соучредителем Nervana Systems, которая была приобретена Intel в 2016 году за 408 миллионов долларов. Другой двоюродный брат, Гольнар, основал музыкальный лейбл Reservoir Media в 2007 году. Хосровшахи также является родственником Дариана Ширази, основателем Radius и первым стажёром, нанятым Facebook.